# Corvus
Corvus (Cuervos) es un género de aves paseriformes grandes, de la familia Corvidae. Como grupo demuestran ejemplos admirables de inteligencia; una de sus especies, el cuervo de Nueva Caledonia, ha sido estudiada debido a que posee la habilidad de fabricar y utilizar herramientas para conseguir alimentos. Ahora se considera que los cuervos se encuentran entre los animales más inteligentes del mundo, con un cociente de encefalización igual al de muchos primates no humanos.
Todos los continentes templados a excepción de Sudamérica y muchas islas oceánicas incluyendo Hawái poseen representantes de los más de cuarenta miembros de su género.
Los cuervos parecen haber evolucionado en Asia central y luego haber extendido su territorio a Norteamérica, África, Europa y Australia.
Oscilan en tamaño desde la relativamente pequeña corneja del tamaño de una paloma hasta el cuervo común de la región paleártica o el cuervo de pico grueso de las tierras altas de Etiopía.

## Etimología
El término cuervo se refería originalmente al cuervo común Corvus corax, la especie tipo del género Corvus, que tiene una distribución más amplia que cualquier otra especie de Corvus, abarcando gran parte del hemisferio norte.
La palabra inglesa moderna raven tiene cognados en todas las demás lenguas germánicas, incluido el nórdico antiguo (y posteriormente el islandés moderno) hrafn y el alto alemán antiguo (h)Raban, todos los cuales descienden del protogermánico hrabanaz.

## Descripción

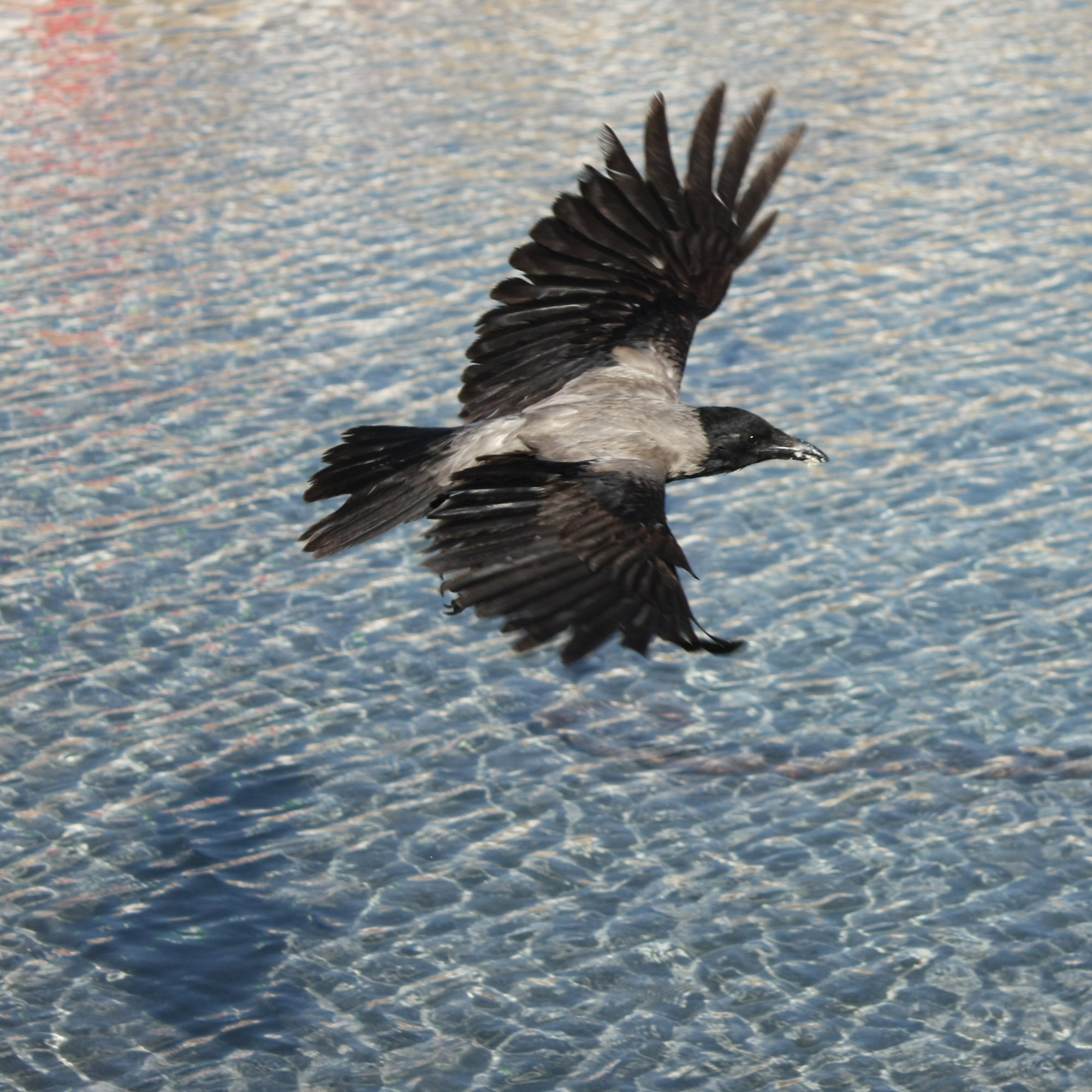
Cuervo encapuchado (Corvus cornix) en vuelo.

Se atribuyen al género especies de tamaño medio-grande, que van desde los 34 cmde algunas pequeñas especies mexicanas hasta los 70 cm de los grandes cuervos comunes y cuervo de pico grueso, que junto con el ave lira representan a los grandes paseriformes.
Son aves de aspecto robusto y esbelto, dotadas de una cabeza pequeña y redondeada con un pico fuerte y cónico, alargado y puntiagudo, con el extremo ligeramente curvado hacia abajo; las patas son fuertes y la cola corta y en forma de cuña.
La coloración de la librea está dominada por tonos de negro, con algunas especies que tienen el plumaje con irisaciones metálicas y otras que presentan zonas blancas o grises en el cuello o el torso. Las especies australianas tienen los ojos claros, mientras que en general el iris de las demás especies es oscuro.
El dimorfismo sexual es limitado.

## Comportamiento

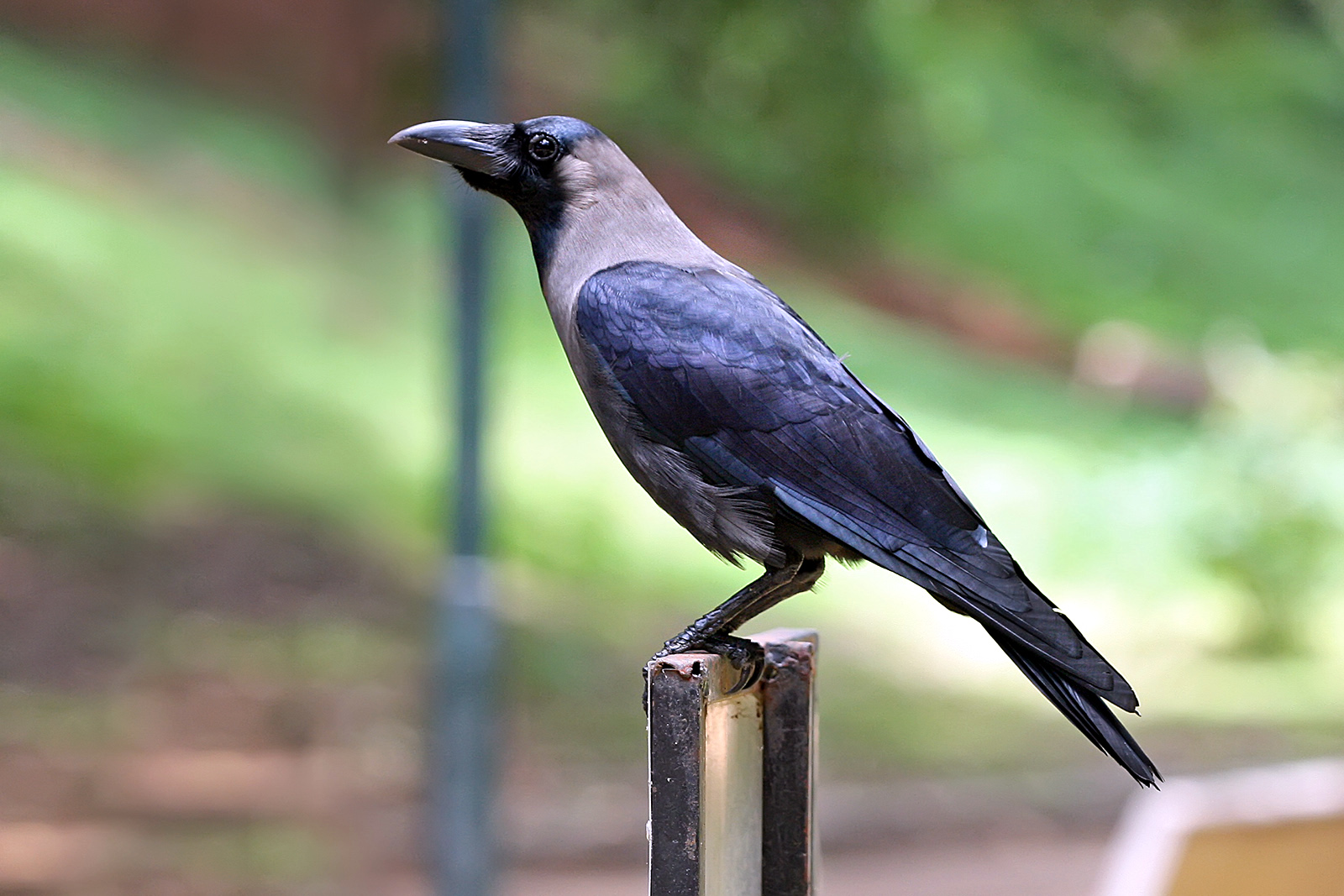
Corvus splendens, Bangalore, India.

### Juego
Se han registrado innumerables imágenes de córvidos jugando. Muchos conductistas consideran que el juego es una cualidad esencial en los animales inteligentes.

### Llamadas
Los cuervos y los demás miembros del género realizan una gran variedad de llamadas o vocalizaciones. También se ha observado que los cuervos responden a las llamadas de otras especies; presumiblemente, este comportamiento es aprendido porque varía regionalmente.  Las vocalizaciones de los cuervos son complejas y poco conocidas. Algunas de las muchas vocalizaciones que hacen los cuervos son un "koww", normalmente con respuestas, una serie de "kowws" en unidades discretas, un graznido largo seguido de una serie de graznidos cortos (normalmente hecho cuando un ave despega de una percha), un sonido "eh-aw" parecido al eco, y más.  Estas vocalizaciones varían según la especie, y dentro de cada especie varían regionalmente. En muchas especies, se ha observado que el patrón y el número de las numerosas vocalizaciones cambian en respuesta a los acontecimientos del entorno.

### Forrajeo

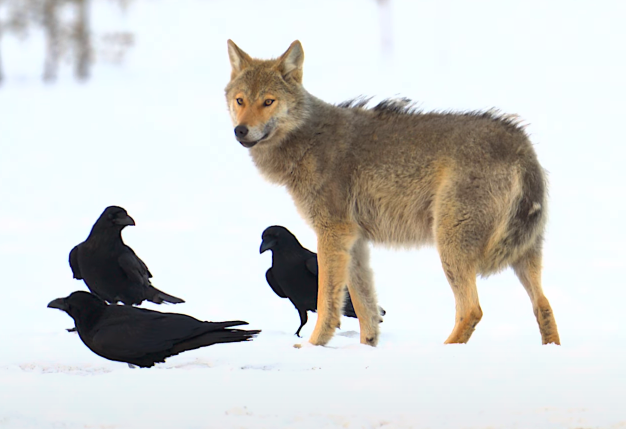
Lobo y cuervos asociándose.

Junto con otras aves, se sabe que los cuervos se asocian con otros animales como coyotes y lobos. Estas asociaciones están relacionadas con la alimentación y la caza. Los cuervos utilizan sus llamadas para avisar a estos animales cuando una presa herida está cerca. Esta interacción es más notable en invierno. Como resultado de esta conexión, se han realizado estudios sobre la reacción de los animales de presa a la llamada del cuervo. En las zonas donde los cuervos se asocian con los depredadores, es más probable que los animales de presa eviten la depredación marchándose tras oír la llamada.  Los cuervos también son capaces de distinguir entre coyotes y lobos y han mostrado preferencia por los lobos. Esto puede deberse al hecho de que los lobos matan presas más grandes. Cuando cazan, los cuervos pueden localizar animales heridos, como alces, y pueden llamar a los lobos para que los maten. En ocasiones, los cuervos se asocian con los lobos incluso cuando no hay ningún cadáver y hasta se les puede ver entablando relaciones con ellos.Esto incluye jugar con los cachorros utilizando palos, tocándoles la cola o volando a su alrededor.

Los cuervos se han visto sobre todo entre manadas de lobos que viajan más que entre lobos que descansan, posiblemente debido a la mayor probabilidad de encontrar comida. También se sabe que confían en los lobos de la manada a la que siguen; cuando se encuentran con un cadáver matado por animales que no son lobos, se muestran más aprensivos a comer de él. Esta relación simbiótica entre cuervos y lobos se muestra como mutualista; los cuervos ayudan a los lobos a encontrar presas y cuando los lobos las matan los cuervos pueden comer también. Sin embargo, esta relación no está exenta de defectos. A veces, los cuervos comen más presas que los lobos. Este problema también se ha relacionado con el tamaño de las manadas de lobos, y algunos investigadores sugieren que una de las razones por las que los lobos cazan en manadas más grandes es para que los cuervos (y otros carroñeros) se lleven menos comida.  Junto con la contención en los lobos, los cuervos también pueden molestarse entre sí. Al alimentarse del mismo cadáver es posible que algunos cuervos roben a sus congéneres. Este comportamiento está relacionado con la capacidad de los cuervos para tomar decisiones rápidas sobre si comer la comida en ese momento o almacenarla para más tarde, y con su capacidad de dominación y lucha.

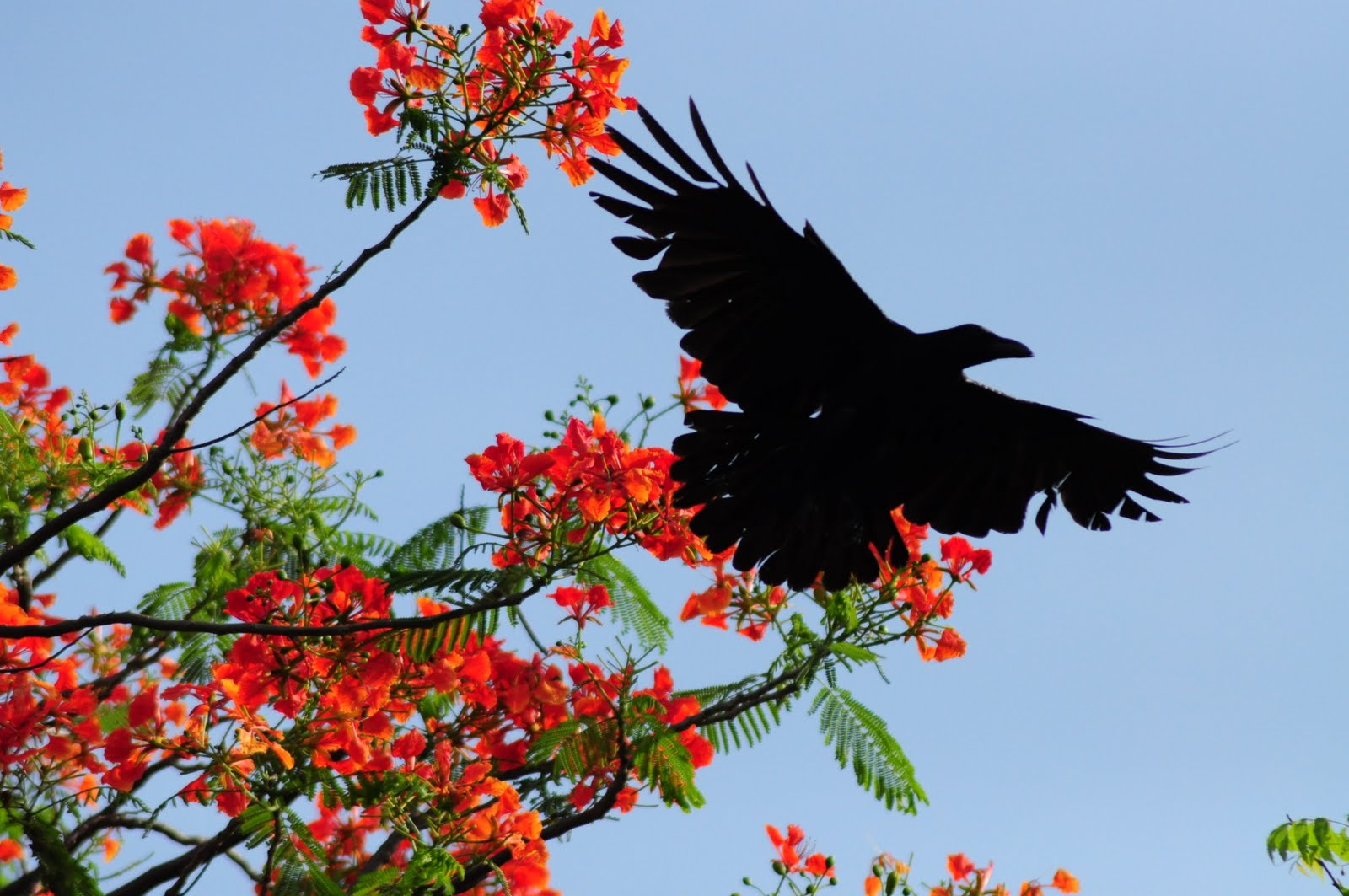
Cuervo indio en Tamil Nadu

### Inteligencia
Como grupo, los cuervos muestran ejemplos notables de inteligencia. Los libros de historia natural del siglo XVIII relatan una anécdota a menudo repetida, pero no probada, de "cuervos contadores", concretamente un cuervo cuya capacidad para contar hasta cinco (o cuatro en algunas versiones) se establece mediante una trampa lógica tendida por un granjero. Los cuervos suelen obtener puntuaciones muy altas en los tests de inteligencia. Algunas especies encabezan la escala avian IQ.Los cuervos silvestres con capucha de Israel han aprendido a utilizar migas de pan para pescar cebo.  Los cuervos participan en una especie de justa en el aire o "gallina" para establecer el orden jerárquico. Se ha descubierto que participan en actividades como deportes, uso de herramientas, la capacidad de ocultar y almacenar alimentos a través de las estaciones, memoria episódica, y la capacidad de utilizar la experiencia individual en la predicción del comportamiento de los congéneres próximos.
Una especie, la corneja de Nueva Caledonia, también ha sido objeto de intensos estudios recientemente por su capacidad para fabricar y utilizar herramientas en la búsqueda cotidiana de alimento. El 5 de octubre de 2007, investigadores de la Universidad de Oxford presentaron datos obtenidos montando diminutas cámaras de vídeo en las colas de cuervos de Nueva Caledonia. Arrancan, alisan y doblan ramitas y tallos de hierba para procurarse diversos alimentos. Los cuervos de Queensland han aprendido a comer el tóxico sapo de caña volteando al sapo de caña sobre su espalda y apuñalando la garganta donde la piel es más fina, lo que permite al cuervo acceder a las entrañas no tóxicas; sus largos picos garantizan que se puedan extraer todas las entrañas.
Se ha descubierto que la grajilla occidental y la urraca euroasiática tienen un nidopalio aproximadamente del mismo tamaño relativo que el neocórtex funcionalmente equivalente de los chimpancés y los humanos, y significativamente mayor que el del gibóns.
Los cuervos han demostrado la capacidad de distinguir a seres humanos individuales mediante el reconocimiento de rasgos faciales. Las pruebas también sugieren que son uno de los pocos animales no humanos, junto con insectos como las abejas o las hormigas, capaces de desplazamiento (comunicación sobre cosas que no están inmediatamente presentes, espacial o temporalmente)..
En el Parque Gumyoji de Yokohama, Japón, los cuervos han demostrado la capacidad tanto de activar las fuentes públicas como de ajustar el caudal de agua a los niveles adecuados, ya sea para bañarse o para beber. 
Se han realizado muchos estudios para investigar las formas de aprendizaje de cuervos y córvidos. Algunos han llegado a la conclusión de que los cerebros de cuervos y cornejas se comparan en tamaño relativo a los de los grandes simios. El cociente de encefalización (CE) ayuda a exponer las similitudes entre el cerebro de un gran simio y el de un cuervo. Esto incluye la capacidad cognitiva. Aunque los cerebros difieren significativamente entre mamíferos y aves, se observan cerebros anteriores más grandes en los córvidos en comparación con otras aves (excepto algunos loros), especialmente en áreas asociadas con el aprendizaje social, la planificación, la toma de decisiones en humanos y la cognición compleja en simios. Además de utilizar herramientas, los cuervos pueden reconocerse en un espejo. Esta cognición compleja también puede extenderse a las capacidades sociocognitivas. Se han realizado estudios sobre el desarrollo y la evolución de las habilidades sociales en los cuervos. Estos resultados ayudan a demostrar cómo los cuervos prefieren formar relaciones estables con hermanos y compañeros sociales cercanos en contraposición a los extraños.  El desarrollo en las habilidades sociales es esencial para la supervivencia del cuervo, incluyendo la identificación de si algo representa una amenaza y cómo los cuervos alertan a otros cercanos de una amenaza entrante.

## Especies y subespecies del géneroCorvus

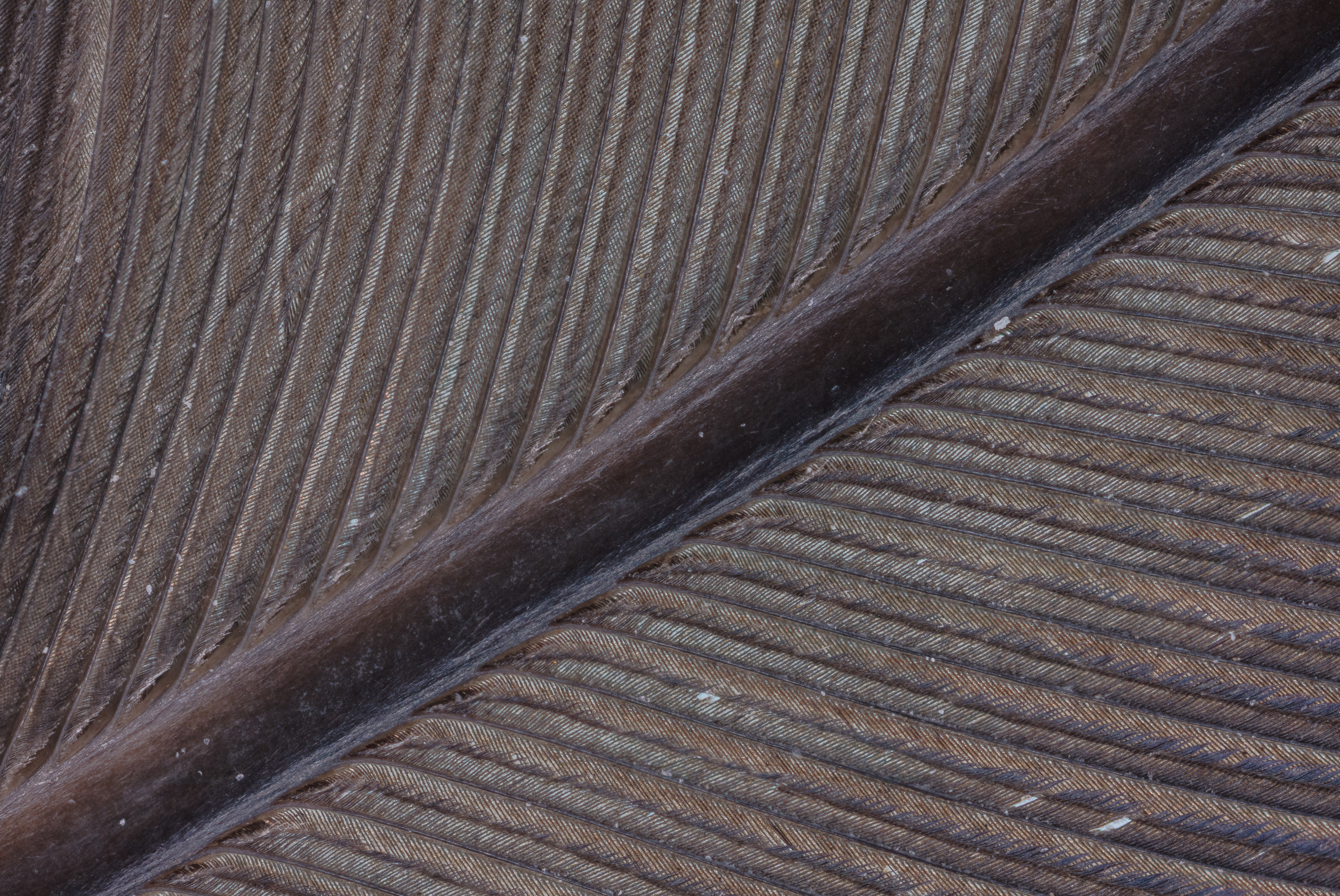
Detalle de la Pluma de un cuervo grande (Corvus corax).

Las especies de cuervos más grandes son el cuervo común y el cuervo de pico grueso; éstas son también las especies de paseriformes más grandes.
- Corvus splendens - cuervo indio[50]
  - Corvus splendens zugmayeri
  - Corvus splendens splendens
  - Corvus splendens protegatus
  - Corvus splendens maldevicius
  - Corvus splendens insolens

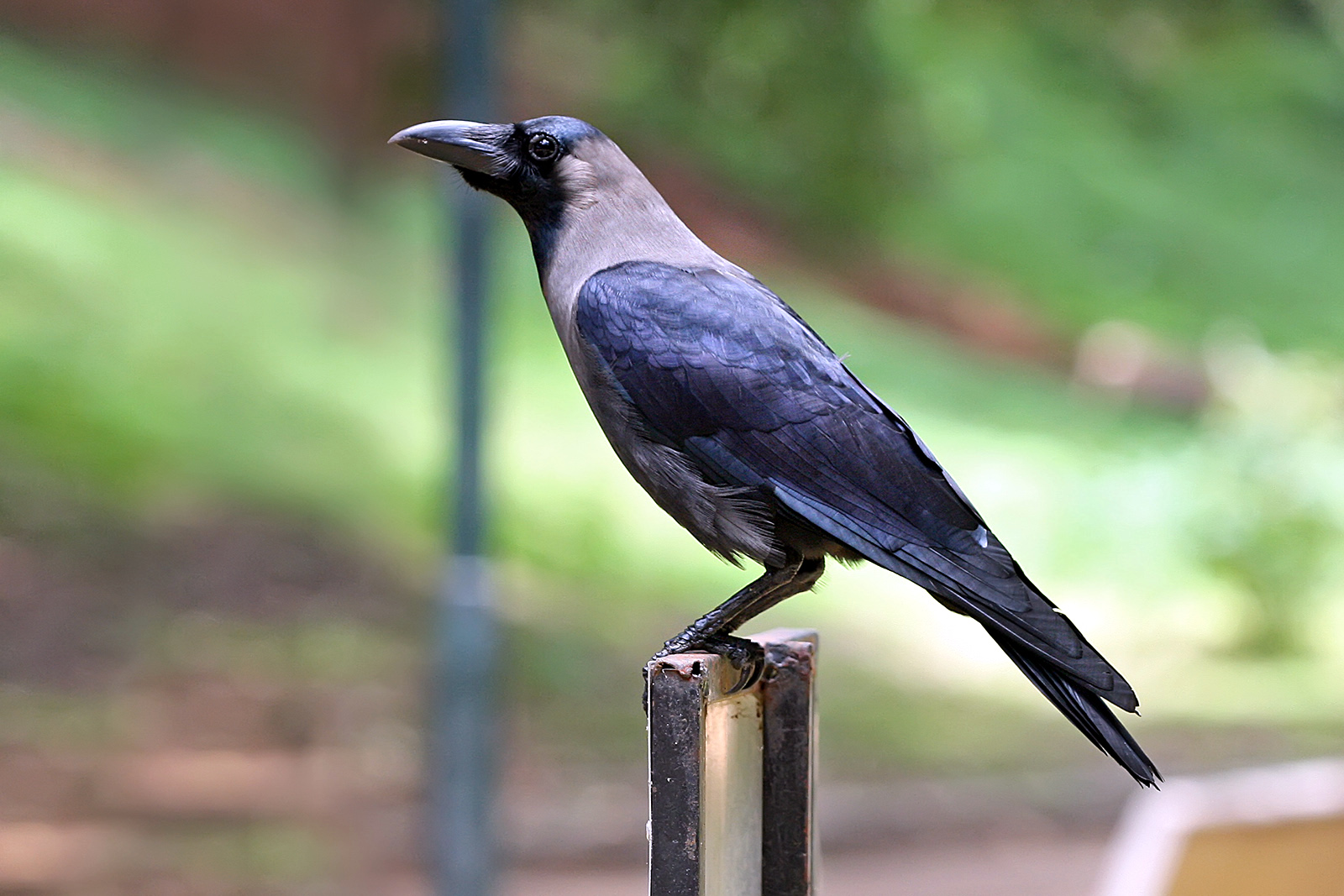
Corvus splendens.

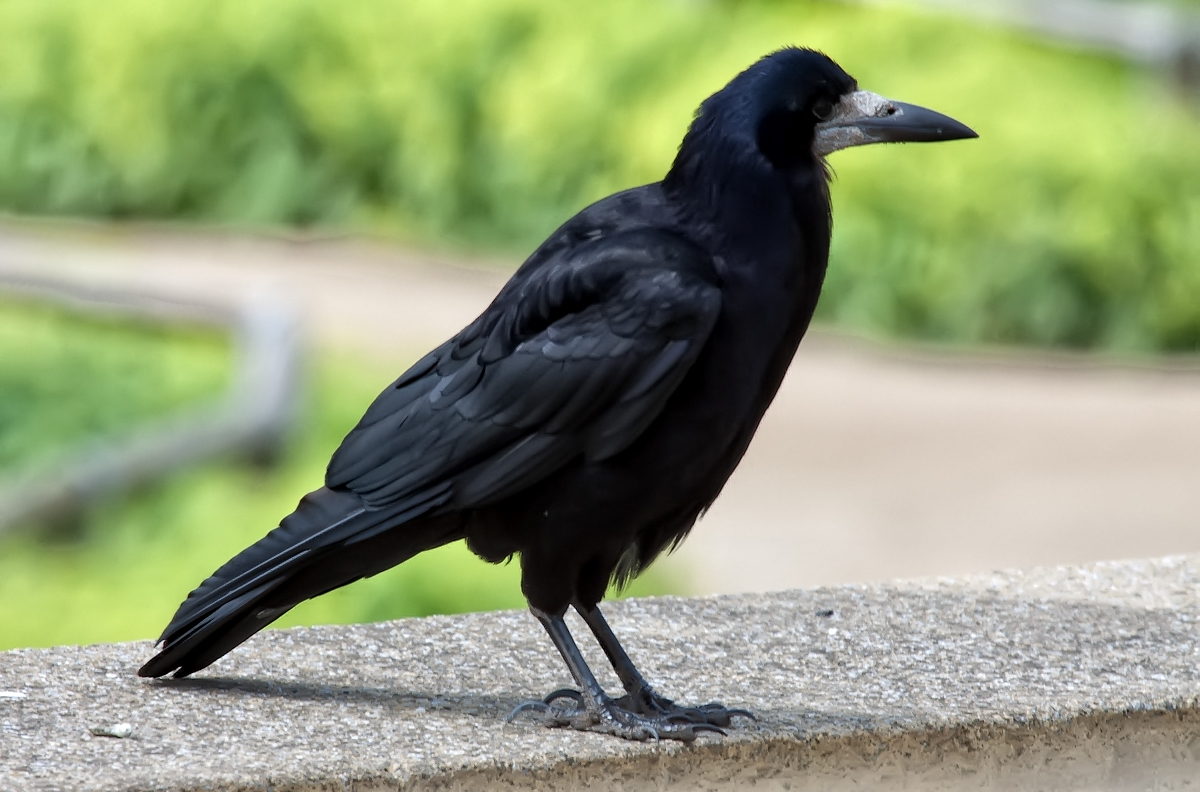
Corvus frugilegus.

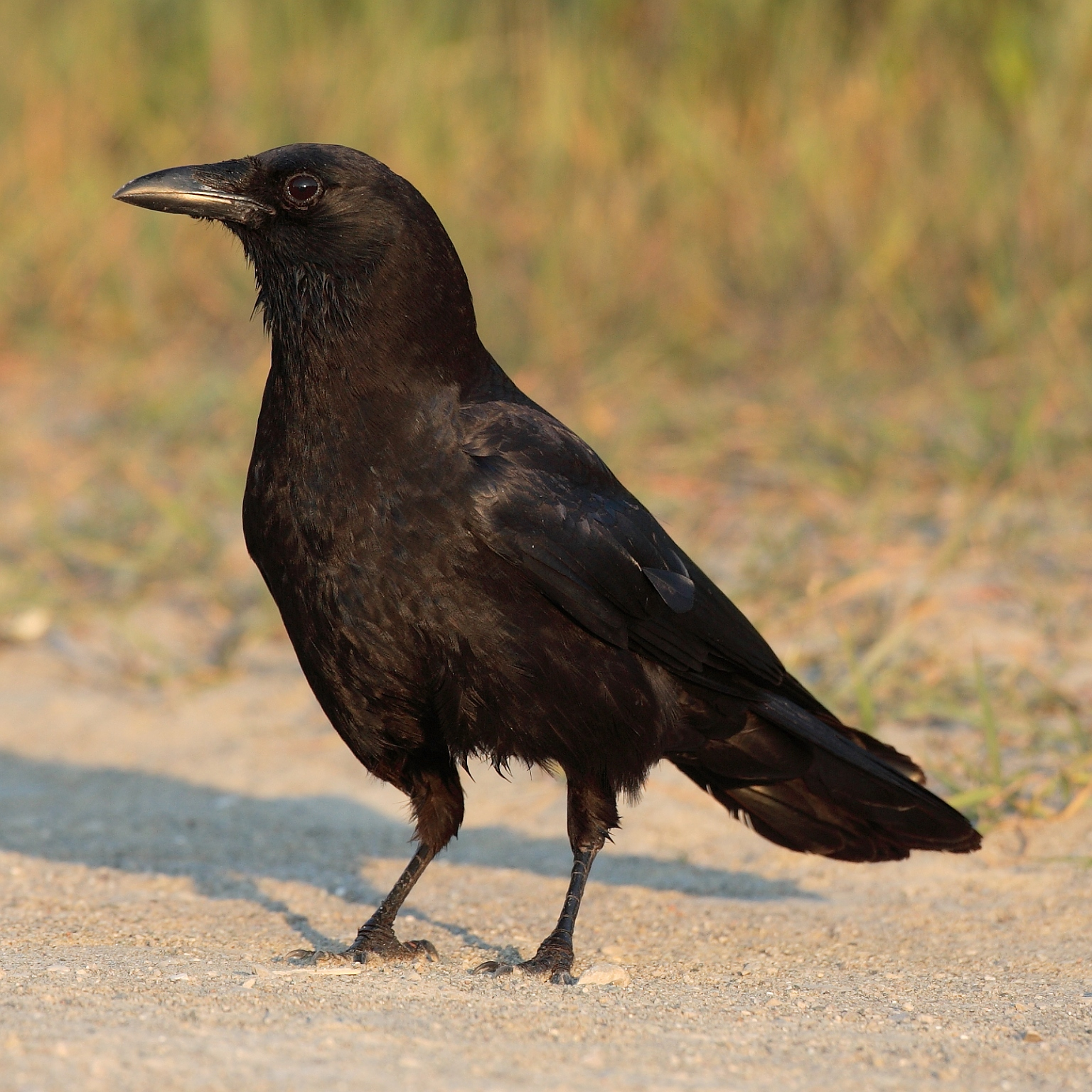
Corvus brachyrhynchos.

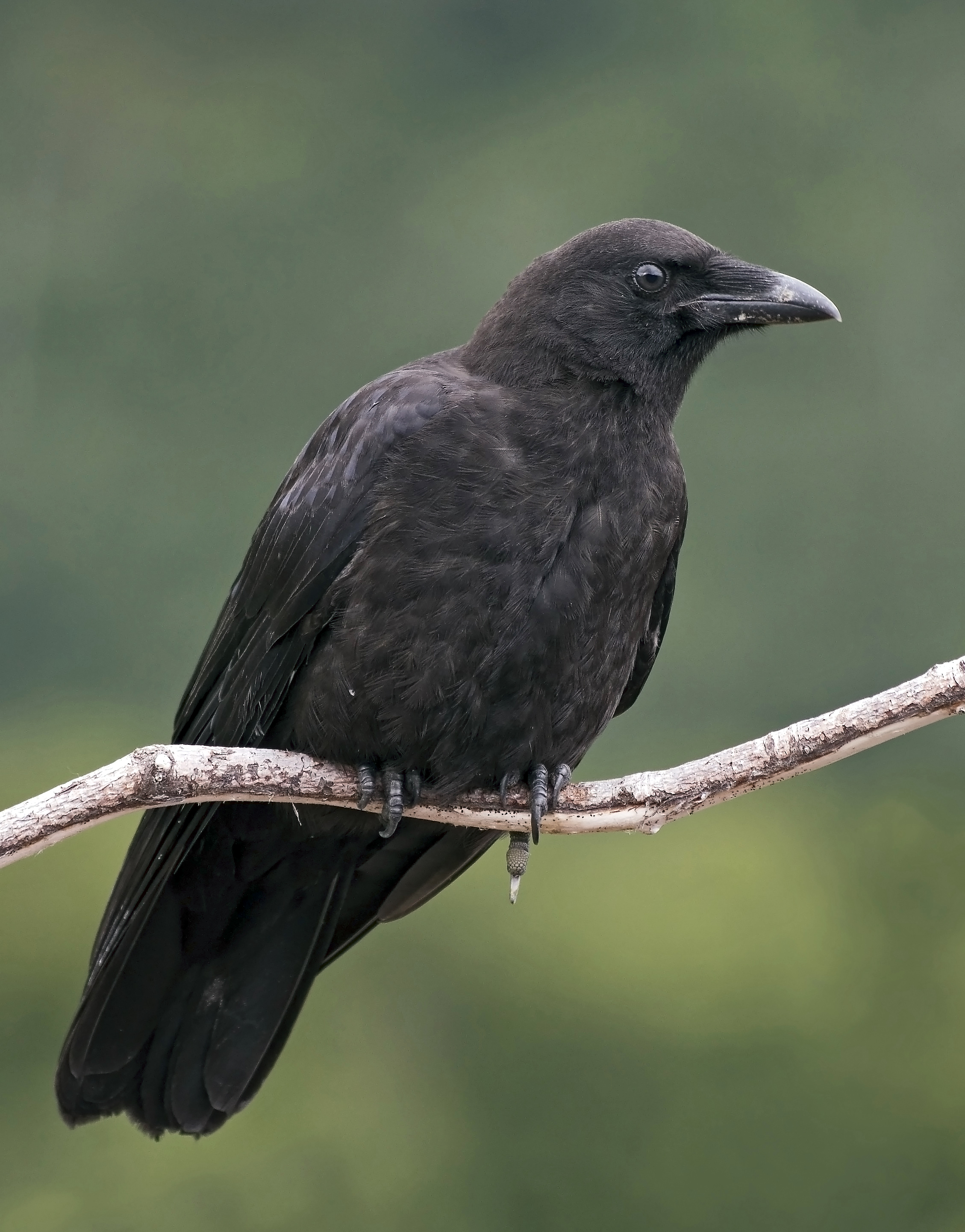
Corvus caurinus.

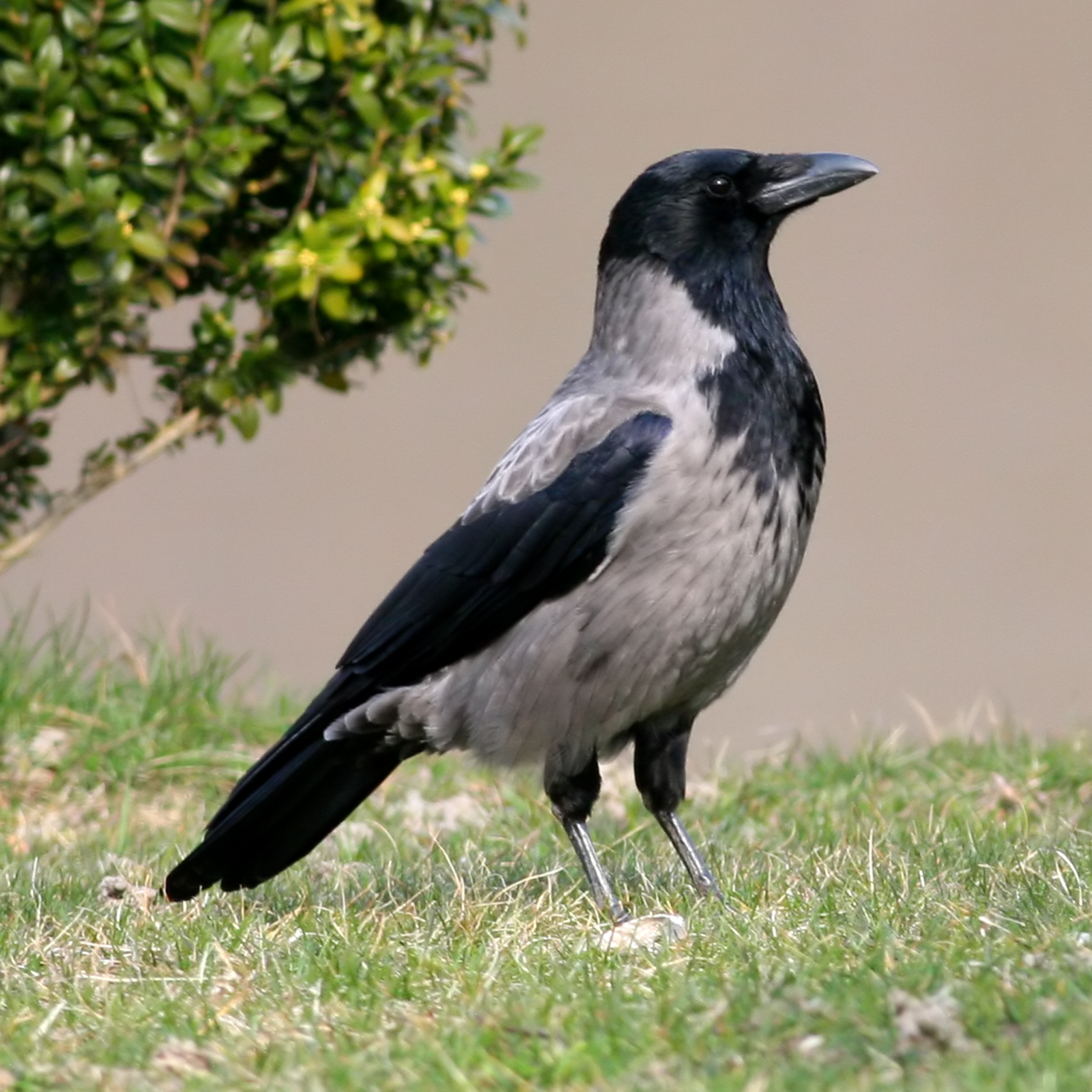
Corvus cornix.

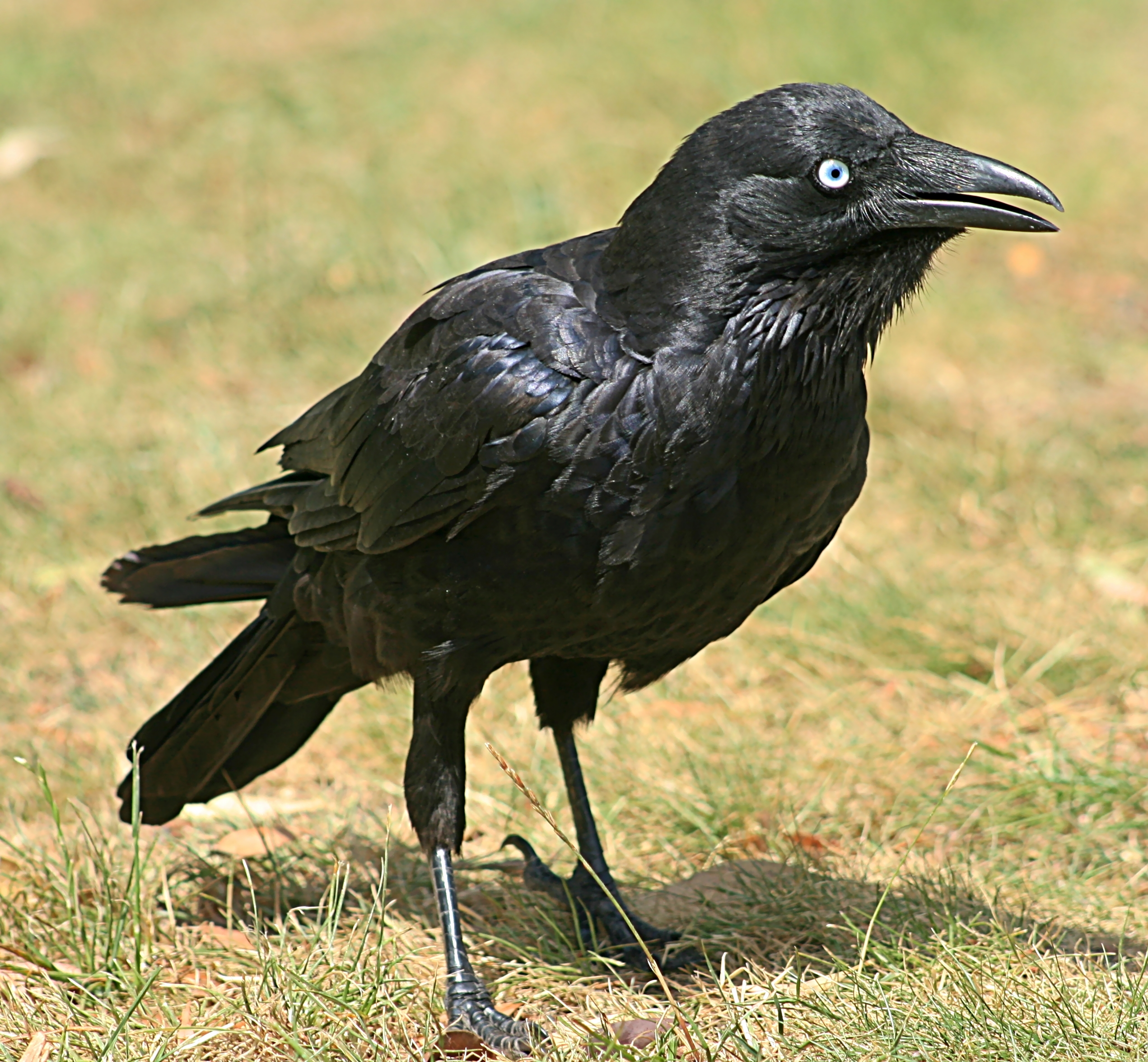
Corvus mellori.

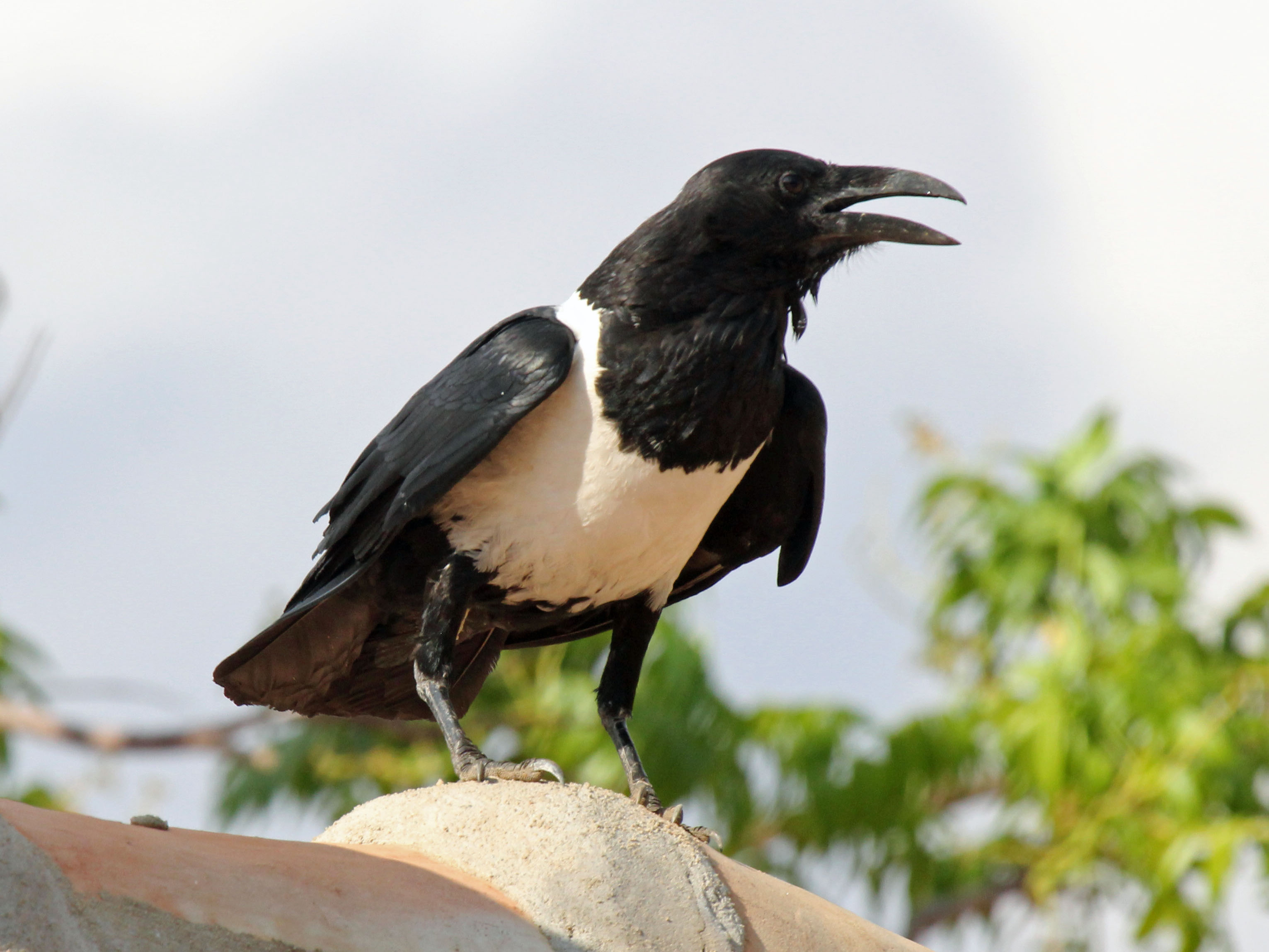
Corvus albus.

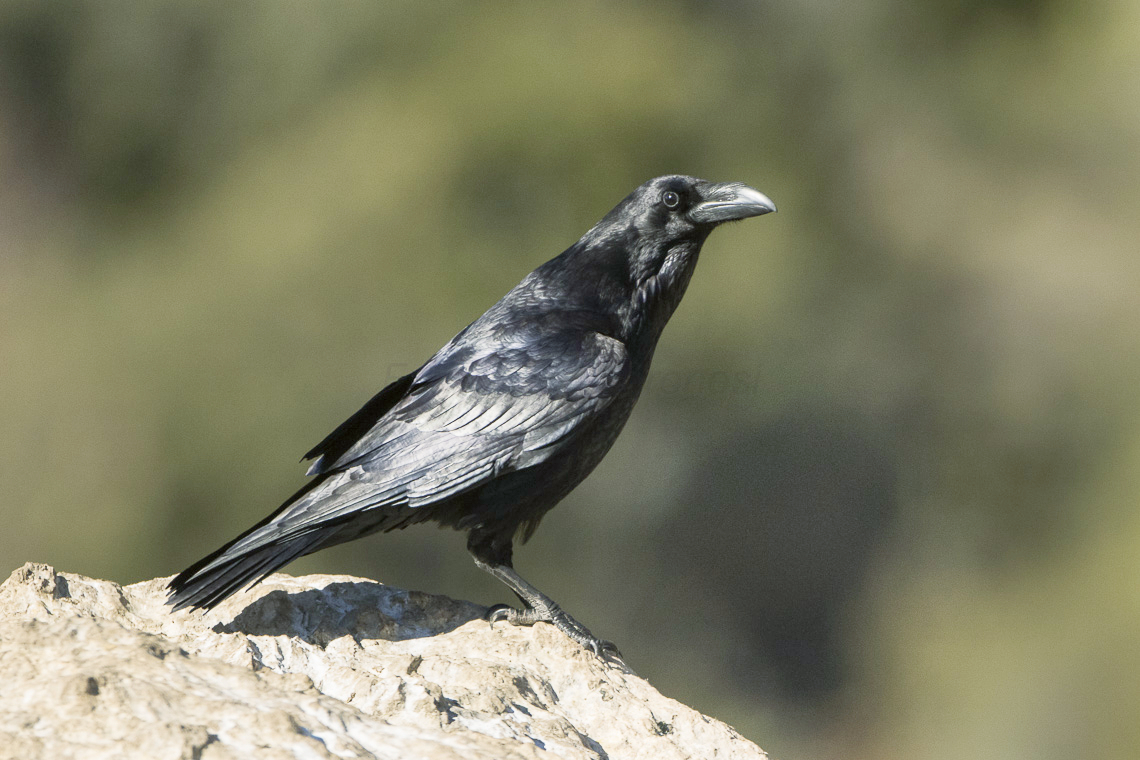
Corvus corax.

- Corvus moneduloides - cuervo de Nueva Caledonia
- Corvus unicolor - cuervo de las Banggai[50]
- Corvus enca - cuervo picofino[50]
  - Corvus enca sierramadrensis
  - Corvus enca samarensis
  - Corvus enca pusillus
  - Corvus enca compilator
  - Corvus enca enca
  - Corvus enca celebensis
  - Corvus enca mangoli
  - Corvus enca violaceus
- Corvus typicus - cuervo de Célebes[50]
- Corvus florensis - cuervo de Flores[50]
- Corvus kubaryi - cuervo de las Marianas[50]
- Corvus validus - cuervo moluqueño[50]
- Corvus woodfordi - cuervo piquiblanco[50]
  - Corvus woodfordi woodfordi
  - Corvus woodfordi vegetus
- Corvus meeki - cuervo de la Bougainville[50]
- Corvus fuscicapillus - cuervo cabecipardo[50]
  - Corvus fuscicapillus megarhynchus
  - Corvus fuscicapillus fuscicapillus
- Corvus tristis - cuervo gris[50]
- Corvus capensis - cuervo de El Cabo[50]
  - Corvus capensis capensis
  - Corvus capensis kordofanensis
- Corvus frugilegus - graja[50]
  -  Corvus frugilegus frugilegus
  -  Corvus frugilegus pastinator
- Corvus brachyrhynchos - cuervo americano[50]
  - Corvus brachyrhynchos hesperis
  - Corvus brachyrhynchos brachyrhynchos
  - Corvus brachyrhynchos paulus
  - Corvus brachyrhynchos pascuus
- Corvus caurinus - cuervo de Alaska[50]
- Corvus imparatus - cuervo tamaulipeco[50]
- Corvus sinaloae - cuervo sinaloense[50]
- Corvus ossifragus - cuervo pescador[50]
- Corvus palmarum - cuervo palmero[50]
- Corvus minutus - Cao pinalero
- Corvus jamaicensis - cuervo jamaicano[50]
- Corvus nasicus - cuervo cubano[50]
- Corvus leucognaphalus - cuervo de la Española[50] o cuervo de cuello blanco
- Corvus hawaiiensis - cuervo hawaiano[50]
- Corvus corone - Corneja negra[50]
  - Corvus corone corone
  - Corvus corone orientalis
- Corvus cornix - Corneja cenicienta
  - Corvus cornix cornix
  - Corvus cornix sharpii
  - Corvus cornix pallescens
  - Corvus cornix capellanus
- Corvus torquatus - cuervo de collar
- Corvus macrorhynchos - cuervo picudo[50]
  - Corvus macrorhynchos japonensis
  - Corvus macrorhynchos connectens
  - Corvus macrorhynchos osai
  - Corvus macrorhynchos mandschuricus
  - Corvus macrorhynchos colonorum
  - Corvus macrorhynchos hainanus
  - Corvus macrorhynchos mengtszensis
  - Corvus macrorhynchos tibetosinensis
  - Corvus macrorhynchos intermedius
  - Corvus macrorhynchos macrorhynchos
  - Corvus macrorhynchos philippinus
- Corvus levaillantii - cuervo de Levaillant
- Corvus culminatus - cuervo picudo indio
- Corvus orru - cuervo de Torres[50]
  - Corvus orru orru
  - Corvus orru latirostris
  - Corvus orru ceciliae
- Corvus insularis - cuervo de las Bismarck
- Corvus bennetti - cuervo de Bennet[50]
- Corvus tasmanicus - cuervo de Tasmania[50]
  - Corvus tasmanicus boreus
  - Corvus tasmanicus tasmanicus
- Corvus mellori - cuervo de Mellor[50]
- Corvus coronoides - cuervo australiano[50]
  - Corvus coronoides coronoides
  - Corvus coronoides perplexus
- Corvus albus - cuervo pío[50]
- Corvus ruficollis - cuervo desertícola[50]
- Corvus edithae - cuervo etíope[50]
- Corvus corax - cuervo grande[50] o cuervo común
  - Corvus corax varius
  - Corvus corax corax
  - Corvus corax subcorax
  - Corvus corax tingitanus
  - Corvus corax tibetanus
  - Corvus corax kamtschaticus
  - Corvus corax canariensis
- Corvus cryptoleucus - cuervo llanero
- Corvus rhipidurus - cuervo colicorto[50]
- Corvus albicollis - cuervo cuelliblanco[50]
- Corvus crassirostris - cuervo picogordo

## Especies existentes
- Corvus albicollis - Cuervo de cuello blanco (África oriental y meridional)
- Corvus corax - Cuervo común (hemisferio norte)
- Corvus coronoides - Cuervo australiano (Australia)
- Corvus crassirostris - Cuervo de picogordo (Cuerno de África)
- Corvus cryptoleucus - Cuervo llanero (Estados Unidos y México)
- Corvus mellori - Cuervo de Mellor (sureste de Australia)
- Corvus rhipidurus - Cuervo colicorto (África oriental y península arábiga)
- Corvus ruficollis - Cuervo desertícola (norte de África, península arábiga, Gran Oriente Próximo)
- Corvus tasmanicus - Cuervo de Tasmania (Tasmania, sur de Victoria y noreste de Nueva Gales del Sur en Australia)

## Especies y subespecies extintas
- Corvus moriorum - cuervo de las Chatham
- Corvus antipodum - cuervo de Nueva Zelanda
  - Corvus antipodum antipodum
  - Corvus corax varius morpha leucophaeus - Cuervo de Pied (morfo extinto del cuervo común)
  - Corvus antipodum pycrafti

## Galería

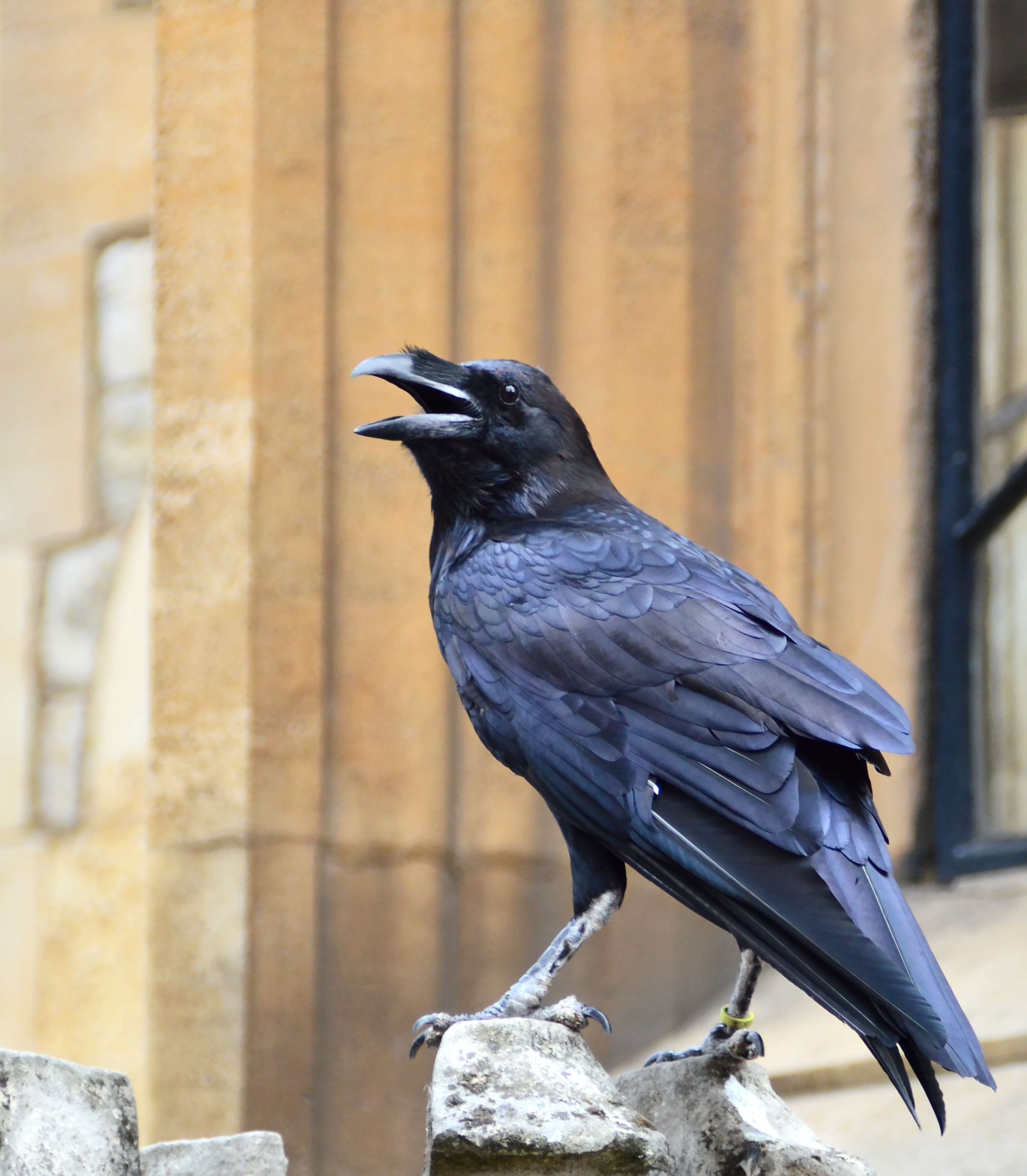
Cuervo común
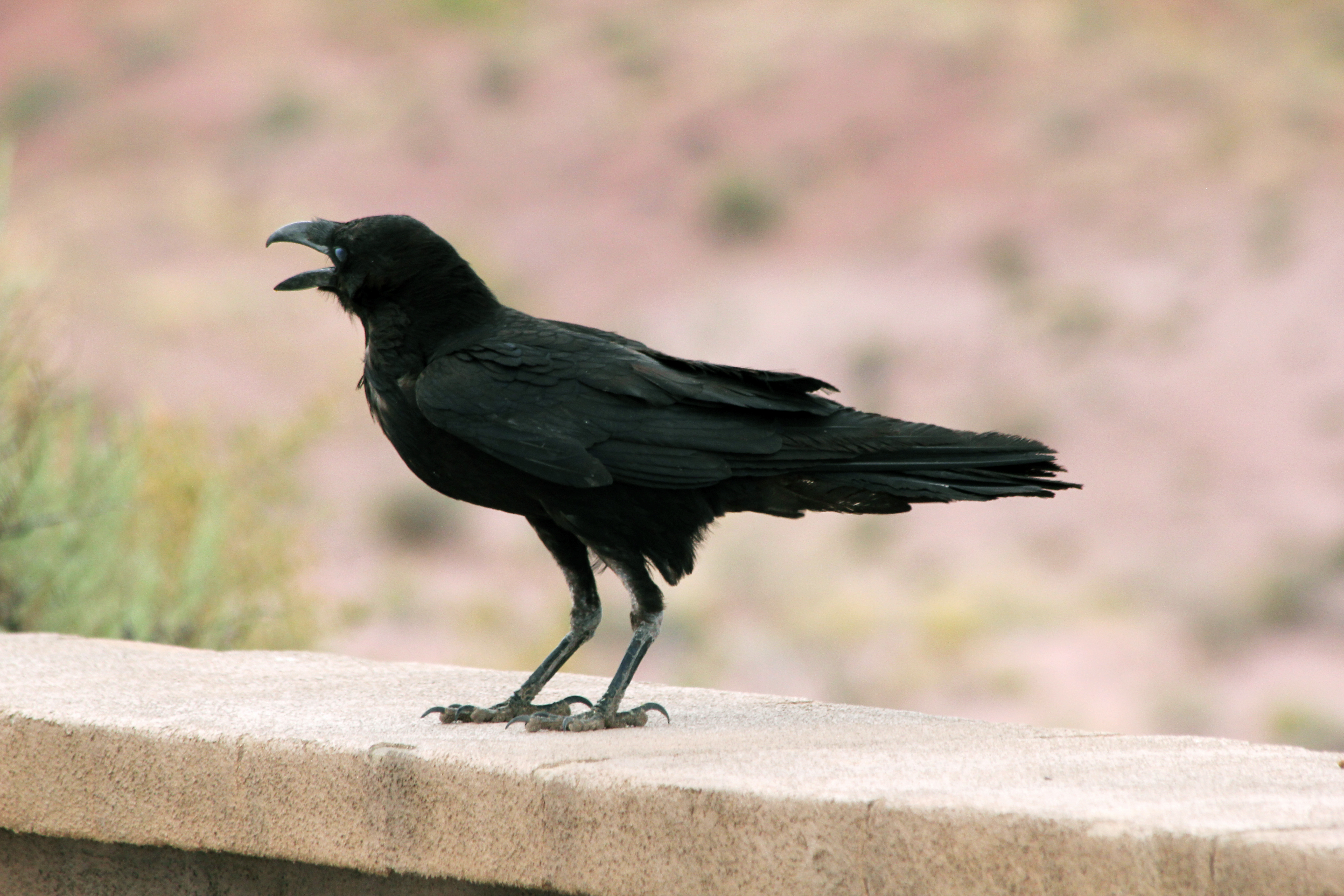
Cuervo llanero
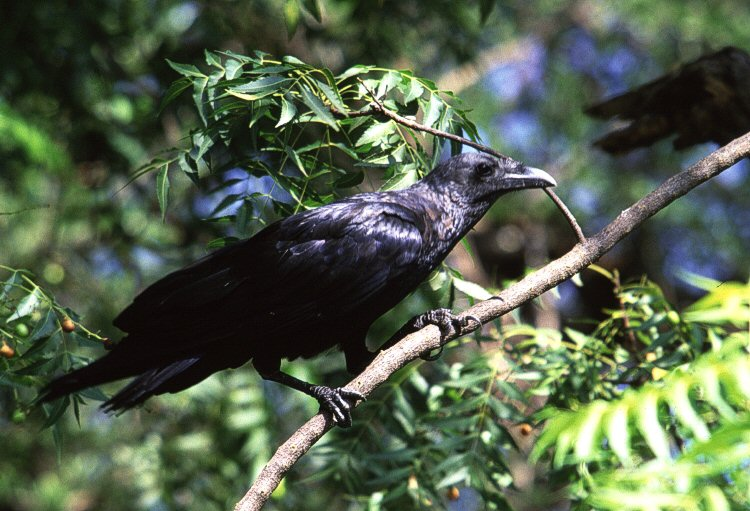
Cuervo colicorto
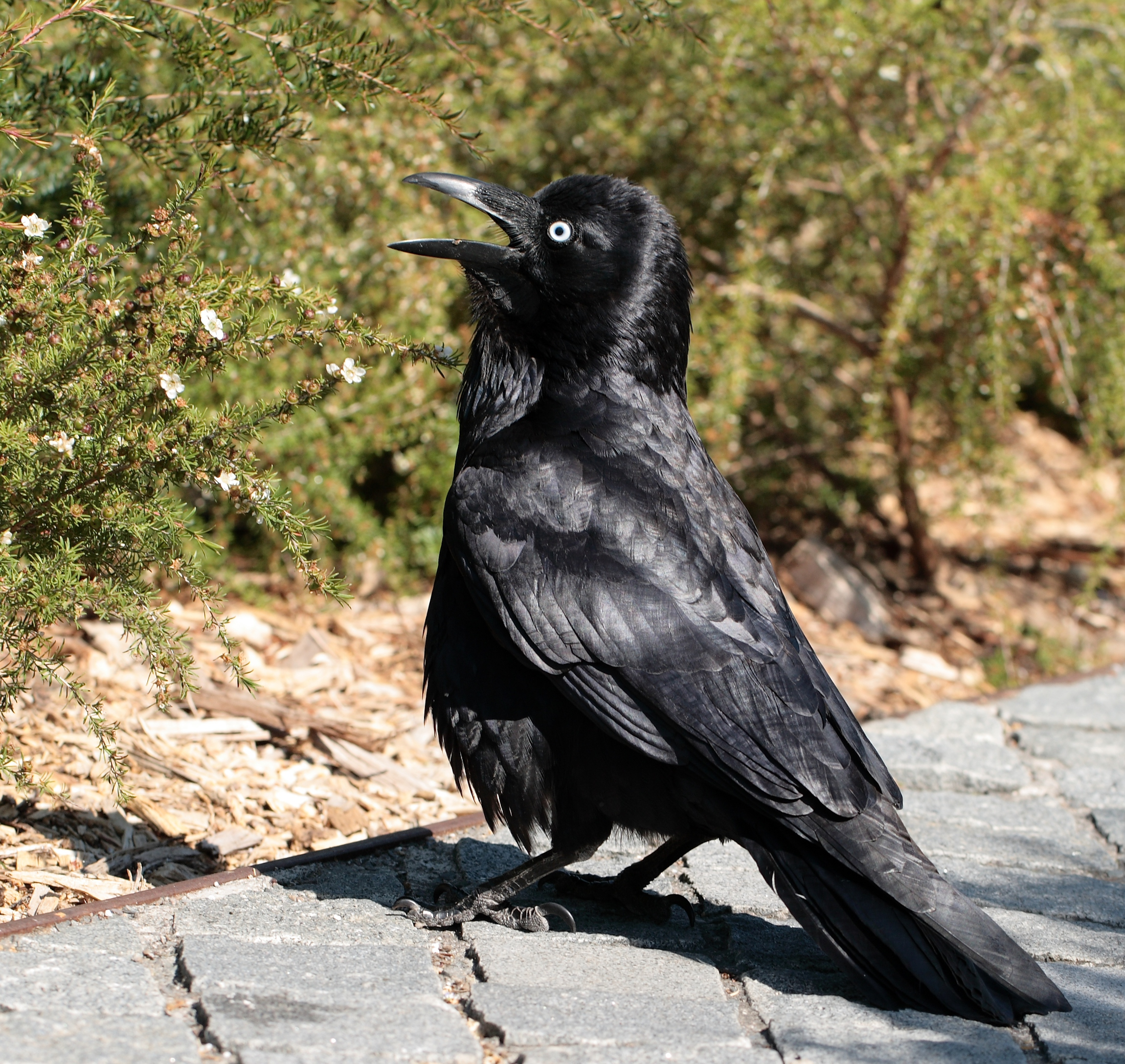
Cuervo australiano
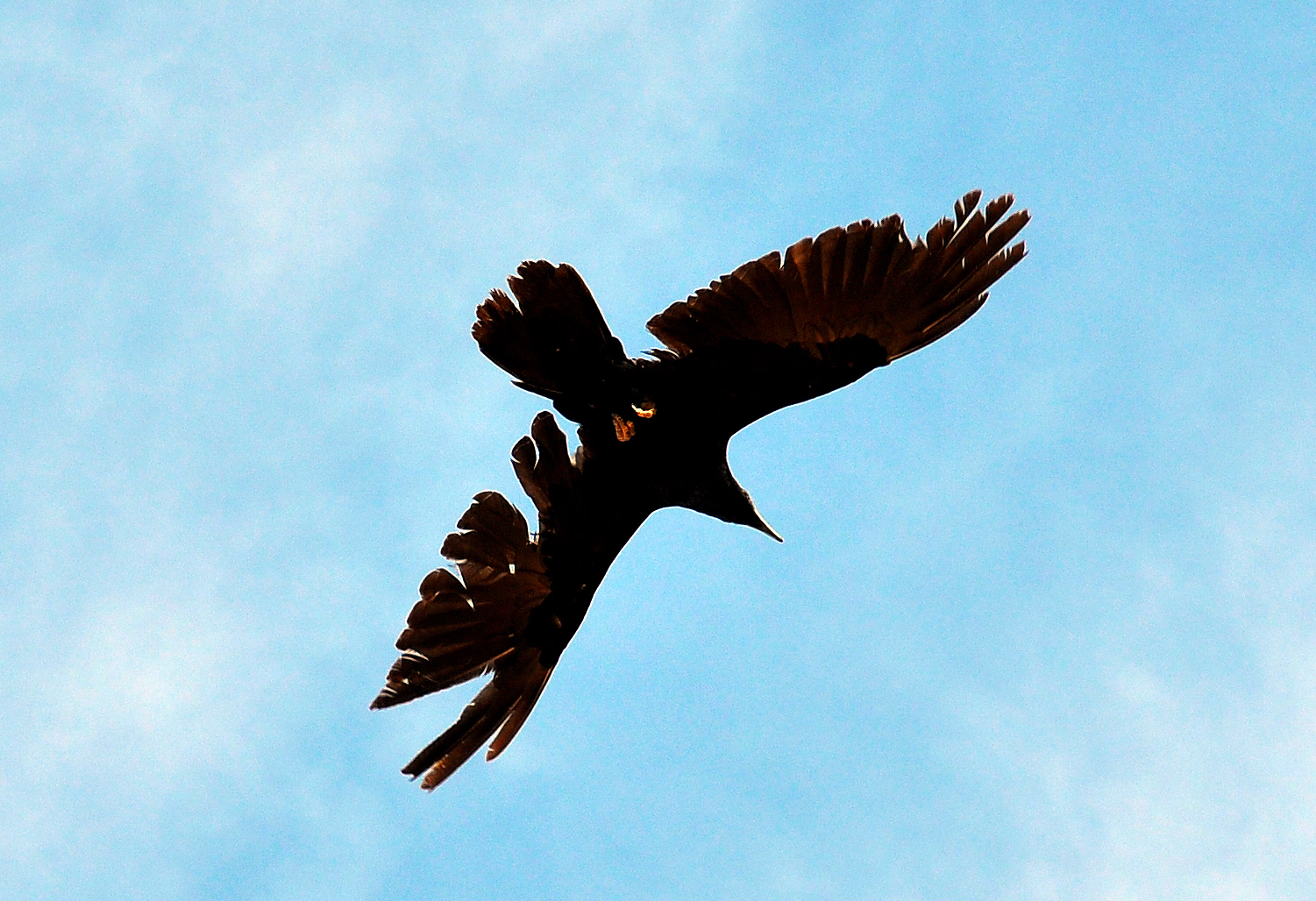
Un cuervo con un ala dañada. Aún puede volar con facilidad.
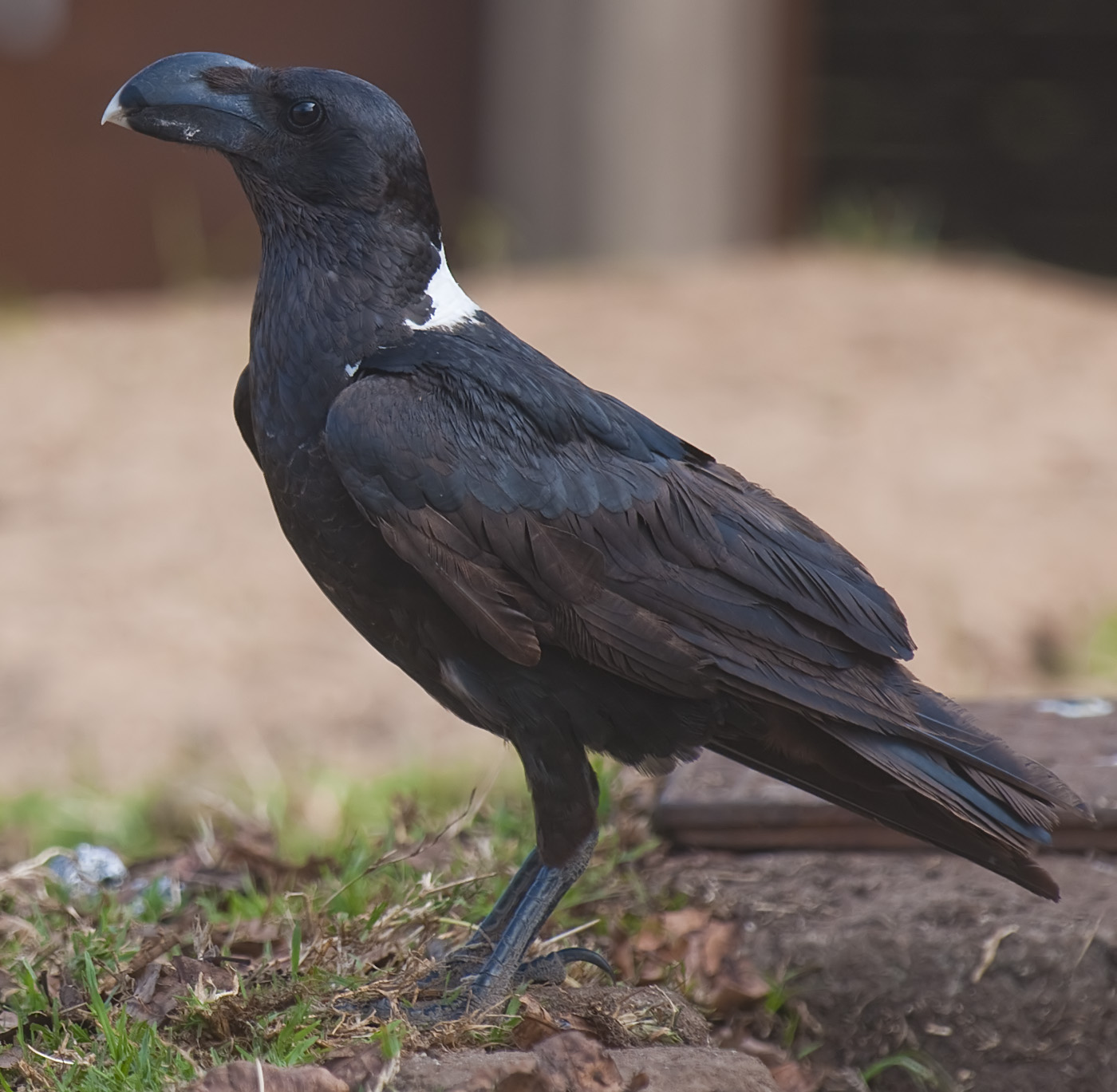
Cuervo de cuello blanco
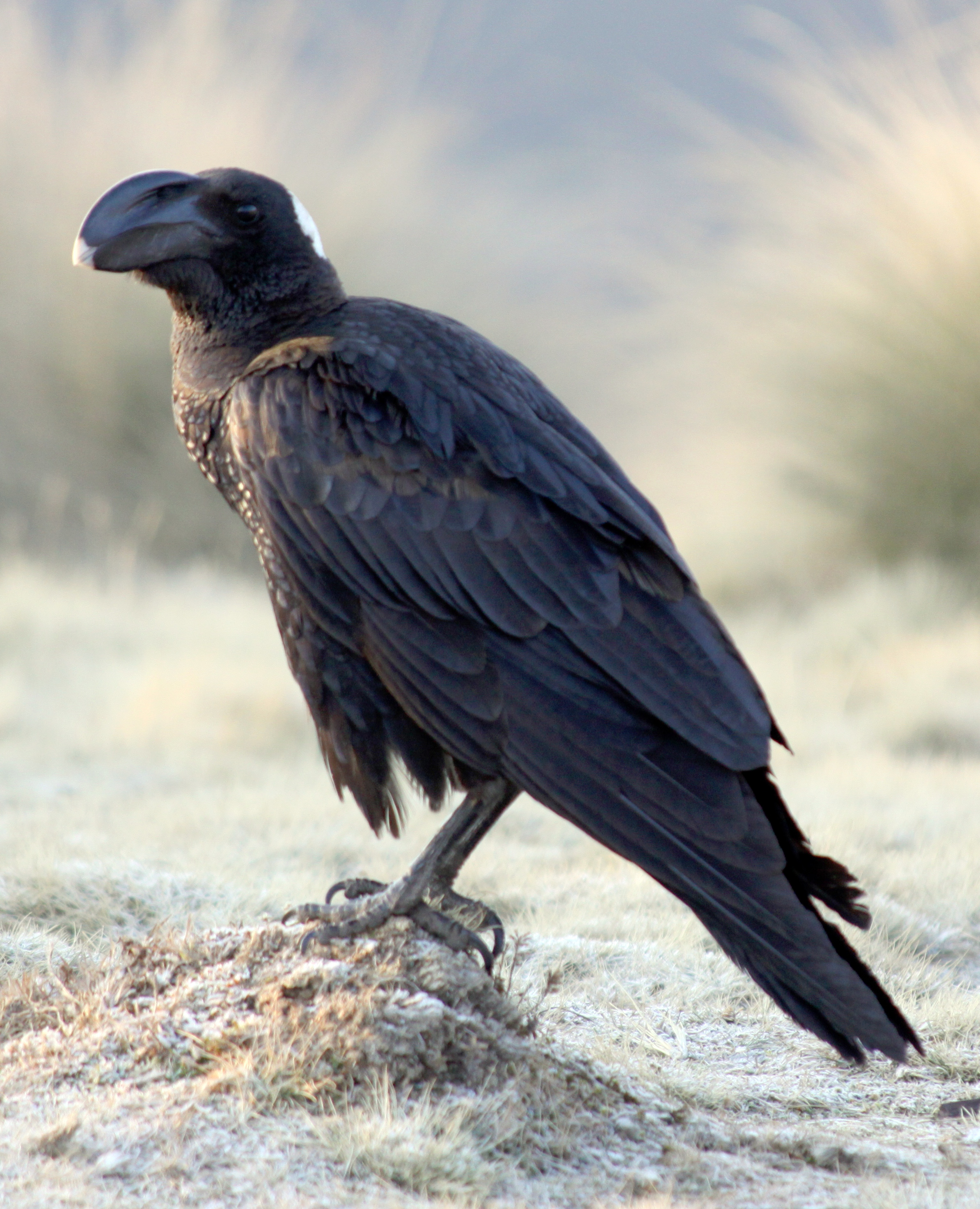
Cuervo de picogordo